# Підставки (Золотоніський район)
Пі́дставки — село в Україні, у Золотоніському районі Черкаської області. Входить до складу Гельмязівської сільської громади. Населення — 465 чоловік (на 2023 рік).
Село розташоване на річці Супій за 36 км на північ від районного центру — міста Золотоноша та за 21 км від залізничної станції Ліпляве.

## Історія
Перша згадка про село датується 1666 роком: «Здавна були вільні військові» у складі Гельмязівської сотні, а за гетьманства Івана Самойловича потрапили в залежність від переяславського полковника С. Томари.
У 1790 у селі була збудована Михайлівська церква.
Село є на мапі 1787 року.
У 1781 році налічувалося 185 хат, у тому числі 51 козацька і 134 посполитських. У 1885 році — 260 дворів, 1257 мешканців.
У 1889 році сталася сутичка між підставчанами та службовцями економії М. Ф. Меринга Великий Коврай. Вона увійшла до літопису всеукраїнського селянського руху як обурливий факт панської сваволі та селянського безправ'я.
У 1918 році зорганізований петлюрівцем Семеном Корнієнком повстанський загін напав на німців, союзників  УНР,  що відступали й зупинилися в селі Безпальчому, але зазнав поразки. Згодом борець за УНР відбув 25-річне заслання на Півночі, організоване комуністами.
«Активісти-комуністи» знищили церкву, розкопали могилу священика на цвинтарі в пошуках золота й розбили чудовий мармуровий надгробок. Там було поховано прах отця Стефана, великого достойника. На цій парафії він відслужив 40 років і заслужив близько десяти відзнак.
У 1929 році створено ТСОЗ та артілі «Вільна праця» і «Червона нива». 1930 року вони об'єдналися в один колгосп «Паризька комуна». Під час укрупнення колгоспів «Паризька комуна» та сусідній ім. Кірова злилися в ім. Леніна.
255 підставчан билися на фронтах радянсько-німецької війни, 114 з них загинули. На їх честь в селі встановлено обеліск Слави. 71 (!) радянський воїн загинув при відвоюванні села. Їм споруджено пам'ятник.
У післявоєнні роки в селі працював колгосп «Правда». Мав в користуванні 1,8 тисяч га сільськогосподарських угідь, в тому числі 1,6 га орної землі. Основний напрям господарства був зерново-тваринницький. Працювали млин, лісопильня. Для розширення посівних площ під сільськогосподарські угіддя та, відповідно, збільшення виробництва продовольчої продукції в 1915 році в селі було засновано першу в Україні в зоні Лісостепу болотну дослідну станцію. Дослідний пункт зосереджувався на 40 га землі. Згодом, в 1936 році, станцію було перенесено в с. Панфили, Переяслав-Хмельницького району (нині Панфильська дослідна станція національного наукового центру Інституту землеробства Національної академії аграрних наук України) .
У 1972 році в селі мешкало 1 236 чоловік, працювали восьмирічна школа, клуб на 250 місць, бібліотека з фондом 7,3 тисячі книг, фельдшерсько-акушерський пункт, пологовий будинок, 4 крамниці, побутовий комбінат.
У 1994 році колгосп реорганізовано в КСП «Правда» (мав 1323 га сільськогосподарських угідь), а в січні 2000 року — в сільськогосподарське товариство з обмеженою відповідальністю «Підставки». З лютого 1998 року господарство очолив Юрченко Юрій Іванович.

## Сучасність
У березні 2005 року СТОВ «Підставки» цілісним майновим і земельним комплексом перейшло в ПСП «Плешкані», в обробітку якого на сьогодні знаходиться майже 10 000 га землі в Золотоніському та Драбівському районах. Після смерті його власника, Лисуна Дмитра Олександровича, у 2010 році підприємство очолила дружина Людмила. У господарстві працює близько 70 жителів села.

## Відомі люди
Видатні земляки:
- письменник Микола Босак;
- кандидат історичних наук Раїса Бутенко;
- кандидат сільськогосподарських наук Микола Колодько;
- доктор медичних наук Сергій Кравченко;
- Герой Соціалістичної Праці Олена Пустовіт;
- кандидат філософських наук, підполковник міліції Вікторія Вовк;
- кандидат фізико-математичних наук Сергій Бабенко;
- кандидат філологічних наук Ірина Задорожня.